# Melese punctata
Melese punctata là một loài bướm đêm thuộc phân họ Arctiinae, họ Erebidae.